# Torneo de Bastad 2013
El Swedish Open 2013 es un torneo de tenis. Pertenece al ATP Tour 2013 en la categoría ATP World Tour 250, y al WTA Tour 2013 en la categoría WTA International. El torneo tendrá lugar en la ciudad de Bastad, Suecia, desde el 9 de julio hasta el 15 de julio de 2013 en la sección masculina, y del 16 de julio al 22 de julio de 2013 en la sección femenina, sobre tierra batida.

## Cabezas de serie

### Individual masculino
| Tenista           | Ranking | Preclasificado |
| Tomáš Berdych     | 6       | 1              |
| Nicolás Almagro   | 16      | 2              |
| Juan Mónaco       | 20      | 3              |
| Tommy Robredo     | 29      | 4              |
| Grigor Dimitrov   | 31      | 5              |
| Viktor Troicki    | 44      | 6              |
| Horacio Zeballos  | 52      | 7              |
| Fernando Verdasco | 54      | 8              |

### Dobles masculino
| Tenista                            | Ranking | Preclasificado |
| Robert Lindstedt Daniel Nestor     | 27      | 1              |
| David Marrero Fernando Verdasco    | 36      | 2              |
| Daniele Bracciali František Čermák | 77      | 3              |
| Johan Brunström Raven Klaasen      | 109     | 4              |

### Individual femenino
| Tenista                | Ranking | Preclasificada |
| Serena Williams        | 1       | 1              |
| Simona Halep           | 32      | 2              |
| Klára Zakopalová       | 43      | 3              |
| Tsvetana Pironkova     | 57      | 4              |
| Lourdes Domínguez Lino | 53      | 7              |
| Lesia Tsurenko         | 61      | 4              |
| Silvia Soler Espinosa  | 75      | 6              |
| Johanna Larsson        | 63      | 8              |

### Dobles femenino
| Tenista                                | Ranking | Preclasificada |
| Chan Hao-ching Anabel Medina Garrigues | 73      | 1              |
| Darija Jurak Tamarine Tanasugarn       | 100     | 2              |
| Janette Husárová Silvia Soler Espinosa | 107     | 3              |
| Catalina Castaño Katalin Marosi        | 110     | 4              |

## Campeones

### Individual Masculino
Carlos Berlocq venció a  Fernando Verdasco por 7-5, 6-1

### Individual Femenino
Serena Williams venció a  Johanna Larsson por 6-4, 6-1

### Dobles Masculino
Nicholas Monroe /  Simon Stadler vencieron a  Carlos Berlocq /  Albert Ramos por 6-2, 3-6, 10-3

### Dobles Femenino
Anabel Medina Garrigues  Klára Zakopalová vencieron a  Alexandra Dulgheru /  Flavia Pennetta  por 6-1, 6-4